# Nāḩiyat ‘Ayn al Bayḑah
Nāḩiyat ‘Ayn al Bayḑah (arabiska: ناحية عين البيضا, ناحية عين البيضة) är ett subdistrikt i Syrien.   Det ligger i provinsen Latakia, i den västra delen av landet, 240 km norr om huvudstaden Damaskus.
Trakten runt Nāḩiyat ‘Ayn al Bayḑah består till största delen av jordbruksmark. Runt Nāḩiyat ‘Ayn al Bayḑah är det tätbefolkat, med 493 invånare per kvadratkilometer.